# Euglenozoa
Euglenophyta (também euglenofíceas ou euglenófitas) é a designação dada a um conjunto de organismos da divisão Euglenozoa, constituído por eucariontes dotados de um núcleo mesocariótico que apresentam clorofila a e b, xantofilas e carotenos como pigmentos. Não possuem parede celular, porém apresentam uma película proteica organizada em forma de espiral em volta do citoplasma. São dotadas de um ou dois flagelos que auxiliam na locomoção e alimentação. A película da membrana plasmática auxilia na locomoção em ambientes onde o movimento dos flagelos é dificultado.

## Descrição
Existem cerca de 800 espécies descritas que ocorrem no ambiente marinho e de água doce. Um terço deste grupo possui cloroplastos, pigmento que confere cor verde, as outras são incolores e saprófitas. As clorofiladas são encontradas com maior frequência em ambientes ricos em matéria orgânica, pois podem assimilá-las.
Existe apenas um gênero que forma colônia, todo o restante é unicelular, apresentando um flagelo e uma macha ocelar na região anterior.Cerca de um terço dos gêneros de euglenófitas são autotróficas mas os restantes são heterotróficos, ingerindo o seu alimento do exterior. Por este motivo, alguns autores consideram mais correto colocar esta divisão junto com os protozoários flagelados.
O representante mais conhecido é a euglena. Ela é unicelular, não possui parede celular, mas possui membrana plasmática, dotada de uma película que pode ser flexível ou não, ajudando na locomoção.
O flagelo da euglena se insere em uma depressão chamada reservatório. Nele há outro flagelo, que não emerge.
Próximo ao reservatório, há o estigma, ou macha ocelar, que se localiza no citoplasma e é uma estrutura fotossensível.
As euglenas possuem um vacúolo contrátil, que controla a quantidade de água em seu interior. Normalmente ocorrem em espécies de água doce, atuando no controle da osmose. A água é eliminada pelo reservatório, após isso um novo vacúolo é formado.
O produto de reserva da euglenas é o paramilo, um tipo de polissacarídeo que é estocado pelos plastídeos e possui uma região rica em proteína, chama pirenóide.
Na pirenóide estão localizadas enzimas relacionadas com a fotossíntese.
As euglenas se reproduzem assexuadamente por mitose seguida de divisão binária longitudinal.

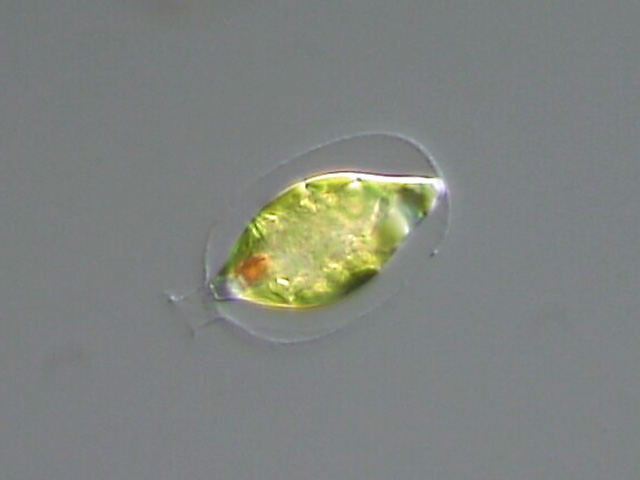
Trachelomonas (um Euglenoidea).

A maioria destes organismos alimentam-se ingerindo organismos menores, tipicamente bactérias, ou por absorção. Alguns Euglenoidea, no entanto, possuem cloroplastos, obtendo energia mediante fotossíntese. Estes costumam perder o citostoma e usualmente apresentam outras adaptações a uma vida autotrófica, tais como manchas oculares sensíveis à luz. Os cloroplastos estão contidos em três membranas e estão pigmentados similarmente aos das plantas, sugerindo que foram adquiridos a partir de incorporação de alguma alga verde.

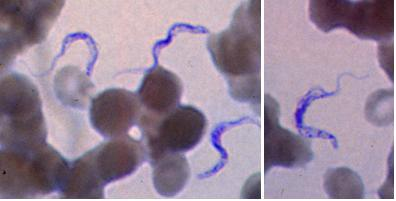
Trypanosoma (um Kinetoplastea) entre glóbulos vermelhos.

Todos os membros dos Euglenozoa possuem mitocôndrias com cristas discóides, que nos Kinetoplastea possuem caracteristicamente um grânulo ou kinetoplastídeo que contém ADN, associado com as bases flagelares. Não se encontrou exemplos de reprodução sexual dentro do grupo. A reprodução dá-se mediante divisão celular, com mitose fechada. O carácter monofilético dos Euglenozoa é geralmente aceito, e crê-se que estejam relacionados com os Percolozoa e outros Excavata flagelados.
Cloroplasto, Mitocôndrias e Substância de Reserva
Numerosos cloroplastos são encontrados nas células euglenóides, usualmente têm forma discóides ou placóides com um pirenóide central. Pirenóide é uma região proteinácea dos cloroplastos, rica na enzima rubisco, e que por isto, comumente está relacionada com a formação de produtos de reserva da fotossíntese. Nos cloroplastos ocorrem três membranas, duas do envelope do cloroplasto e a mais externa, a membrana do cloroplasto retículo endoplasmático. Há presença de tilacóides que não formam grana, mas que se agrupam formando duas ou três bandas. Acredita-se que alguns euglenóides adquiriram seus cloroplastos através da ingestão de uma alga verde que passou a viver simbioticamente na célula ingestora (hospedeiro), por um processo de endossimbiose secundária. Os pigmentos fotossintetizantes são a clorofila a e a clorofila b e o β-caroteno, algumas euglenófitas apresentam a xantofila diadinoxantina. Grânulos de paramilo estão presentes no citoplasma atuando como substância de reserva. O paramilo é formado por uma cadeia de β-1,3-glicano. Numerosas mitocôndrias são encontradas nas células de um euglenóide. Uma característica interessante é que existem mais mitocôndrias em espécies exclusivamente heterotróficas do que em espécies autotróficas. Em alguns casos, a crisolaminarina pode em alguns casos substituir os gânulos de paramilo como forma de reserva (Eutreptiella gymnastica e Sphenomonas laevis).
Reprodução
Em Euglenophyta, a reprodução sexuada é desconhecida, sendo a reprodução assexuada por divisão longitudinal a principal forma de reprodução do grupo. A divisão celular ocorre do ápice para base e cada célula filha conserva um dos flagelos da célula-mãe, sintetizando o outro par “de novo”. Em resposta a modificações nas condições ambientais, os euglenóides podem formar cistos, que funcionam com uma fase de resistência. A formação dos cistos
envolve a perda dos flagelos, aumento no número de grânulos de paramilo estocados, alteração do formato celular (torna-se uma esfera), aumento do número de corpos mucíferos e deposição externa de várias camadas de mucilagem.

### Classificação

#### Classe Euglenophyceae

##### Ordem Heteronematales
Dois flagelos emergentes: um flagelo longo voltado para a região anterior da célula e outro curto voltado para a posterior; organela especial para ingestão de partículas presente (Citossoma). Gêneros Comuns: Água-doce: Peranema sp.

##### Ordem Eutreptiales
Dois flagelos emergentes: um voltado para a região anterior da célula e outro inserido lateral ou posterior na célula; ausência de organela especial para ingestão de partículas (Citossoma).Gêneros Comuns: Eutreptia sp., Eutreptiella sp. (Estuários) e Distgma sp. (Água-doce).

##### Ordem Euglenales
Dois flagelos presentes: somente um flagelo emerge do canal; ausência de organela especial para ingestão de partículas (Citossoma). Gêneros Comuns: Água-doce: Euglena sp, Trachelomonas sp., Phacus sp. Colacium sp. e Astasia sp. (incolor)